# Miles Plumlee
Miles Christian Plumlee (ur. 1 września 1988 w Fort Wayne) – amerykański koszykarz, występujący na pozycjach skrzydłowego oraz środkowego.
Jego dwaj młodsi bracia, Mason oraz Marshall są również koszykarzami oraz wychowankami Duke Blue Devils.
2 lutego 2017 został wymieniony do Charlotte Hornets wraz z zobowiązaniami gotówkowymi, w zamian za Spencera Hawesa i Roya Hibberta. 20 czerwca 2017 trafił w wyniku wymiany do zespołu Atlanty Hawks.
7 lipca 2019 trafił w wyniku wymiany do Memphis Grizzlies. 19 października opuścił klub. 15 grudnia został zawodnikiem Zhejiang Guangsha Lions.
8 stycznia 2020 dołączył do australijskiego Perth Wildcats.

## Osiągnięcia
Stan na 19 grudnia 2020, na podstawie, o ile nie zaznaczono inaczej.
NCAA
- Mistrz NCAA (2010)[8]
- Zaliczony do składu II składu turnieju konferencji ACC (2011)
- Uczestnik konkursu wsadów NCAA (2012)[9]

NBA
- Zaliczony do:
  - I składu letniej ligi NBA w Orlando (2012)
  - II składu letniej ligi NBA w Orlando (2013)
- Uczestnik Rising Stars Challenge (2014)

Drużynowe
- Mistrz Australii (2020)